# 聂亚丽
聂亚丽（1973年6月4日—），四川大安人，中国女子曲棍球运动员。她曾代表中国参加2000年夏季奥运会和2004年夏季奥运会女子曲棍球比赛，分别获得第5名和第4名。